# 拉塞尔
拉塞尔（法語：Lasserre，法語發音：[lasɛʁ]）是法国上加龙省的一个旧市镇，属于图卢兹区。2018年，拉塞尔与市镇普拉代尔-莱布尔盖合并为新市镇拉塞尔-普拉代尔，拉塞尔为新市镇行政中心。

## 地理
拉塞尔（43°38'20"N, 1°10'7"E）面积9.51 平方千米，位于法国奧克西塔尼大區上加龙省，该省份为法国西南部内陆省份，西南端与西班牙接壤，自此顺时针与上比利牛斯省、热尔省、塔恩-加龙省、塔恩省、奥德省和阿列日省接壤。
与拉塞尔接壤的市镇（或旧市镇、城区）包括：莱维尼亚克、布拉克斯、莱格万、梅朗维耶尔、皮布拉克、普拉代尔-莱布尔盖。

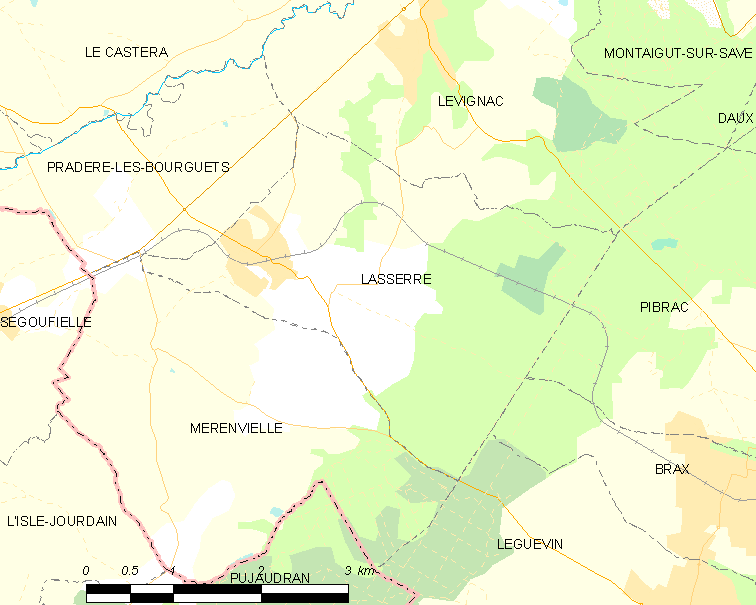
拉塞尔的OSM定位图

拉塞尔的时区为UTC+01:00、UTC+02:00（夏令时）。

## 行政
拉塞尔的邮政编码为31530，INSEE市镇编码为31277。

## 政治
拉塞尔所属的省级选区为莱格万县。

## 人口

1962-2008年间拉塞尔人口变化图示

拉塞尔于2017年1月1日时的人口数量为982人。